# Elassona
Elassona (tiếng Hy Lạp: ?) là một khu tự quản ở vùng Thessalía, Hy Lạp. Khu tự quản Elassona có diện tích 1565 km², dân số theo điều tra ngày 18 tháng 3 năm 2001 là 35358 người.